# Taiwanpapegaaiduif
De taiwanpapegaaiduif (Treron formosae) is een vogel uit de familie Columbidae (duiven).

## Verspreiding en leefgebied
Deze soort komt op Taiwan en de meest noordelijke eilanden van de Filipijnen en telt twee ondersoorten:
- T. f. formosae: Taiwan.
- T. f. filipinus: de Batan- en Babuyaneilanden.

## Externe link

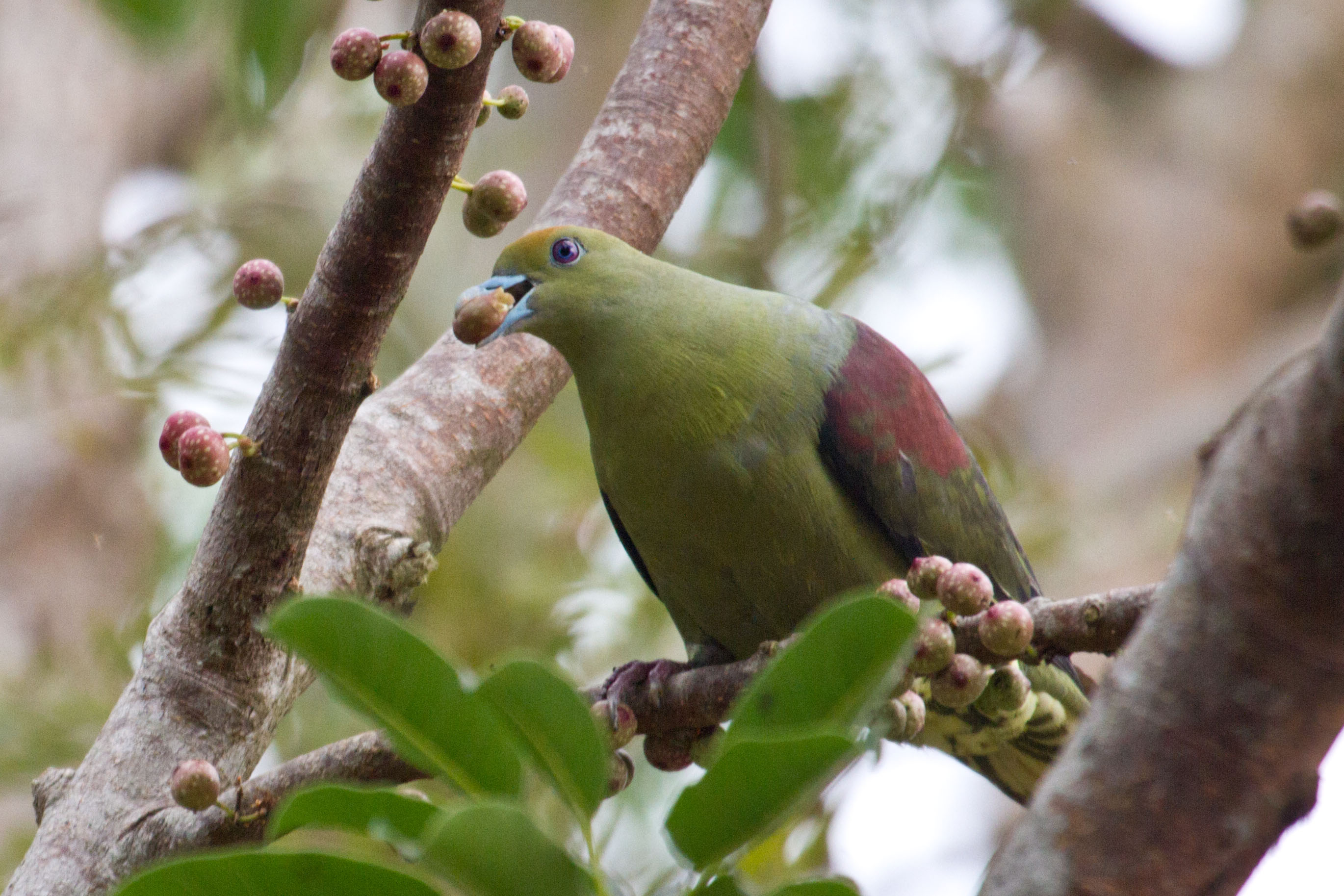